# واندرسون هنريكي دو ناسيمنتو سيلفا
واندرسون هنريكي دو ناسيمنتو سيلفا هو لاعب كرة قدم برازيلي في مركز الدفاع، ولد في 13 سبتمبر 1991 في البرازيل. لعب مع نادي صباح.

## وصلات خارجية
- واندرسون هنريكي دو ناسيمنتو سيلفا على موقع قاعدة بيانات كرة القدم.إي يو (الإنجليزية)
- واندرسون هنريكي دو ناسيمنتو سيلفا على موقع Soccerway.com (الإنجليزية)